# Millerstown (Pensilvania)
Millerstown es un borough ubicado en el condado de Perry en el estado estadounidense de Pensilvania. En el año 2000 tenía una población de 679 habitantes y una densidad poblacional de 304.8 personas por km².

## Geografía
Millerstown se encuentra ubicado en las coordenadas 40°33′03″N 77°09′17″O / 40.55083, -77.15472.

## Demografía
Según la Oficina del Censo en 2000 los ingresos medios por hogar en la localidad eran de $43,750 y los ingresos medios por familia eran $53,173. Los hombres tenían unos ingresos medios de $37,159 frente a los $24,732 para las mujeres. La renta per cápita para la localidad era de $22,289. Alrededor del 5% de la población estaba por debajo del umbral de pobreza.